# Helga Mack (Politikerin)
Helga Irmhild Gertrud Mack (* 1. August 1938 in Dresden; † 16. Juni 1995 in Hamburg) war eine Hamburger Politikerin der CDU und Mitglied der Hamburgischen Bürgerschaft.

## Leben und Politik
Mack war Medizinische Laborassistentin und Hausfrau. Sie war verheiratet und hat ein Kind. In der Elternarbeit engagierte sie sich schon früh im bildungspolitischen Bereich.
Mack trat 1974 in die CDU ein. Sie war Mitglied im Orts- und Landesvorstand ihrer Partei sowie im Bundesfachausschuss für Kultur und Bildung ihrer Partei. 
Vom 9. Februar 1981, als sie für Dirk Fischer nachrückte, bis zu ihrem Tode war sie Mitglied der Hamburgischen Bürgerschaft. Dort waren ihre Schwerpunkte in der Kultur-, Haushalts- sowie Frauenpolitik, welche sie auch für ihre Fraktion in den Ausschüssen vertrat.